# Veckals järnvägsstation
Veckals järnvägsstation (finska: Vehkalan rautatieasema) är en ny järnvägsstation i Kvarnbacka, Vanda. Stationen togs i bruk 1 juli 2015. Den trafikeras av pendeltågslinjerna I och P.